# (29789) 1999 CD64
A (29789) 1999 CD64 a Naprendszer kisbolygóövében található aszteroida. A LINEAR projekt keretében fedezték fel 1999. február 12-én.